# Баланины
Бала́нины (укр. Баланини) — село, относится к Ивановскому району Одесской области Украины.
Население по переписи 2001 года составляло 219 человек. Почтовый индекс — 67204. Телефонный код — 4854. Занимает площадь 1,323 км². Код КОАТУУ — 5121881203.

## Местный совет
67251, Одесская обл., Ивановский р-н, с. Бузиново, ул. Ленина, 109.

## Известные люди
- Василий Ефимович Логвиненко (1925—2009) — председатель ВСЕХБ (1985—1990) и РС ЕХБ (1980—1993). Пресвитер Одесской пересыпской церкви евангельских христиан-баптистов.